# Geffosses
Geffosses är en kommun i departementet Manche i regionen Normandie i norra Frankrike. Kommunen ligger i kantonen Lessay som tillhör arrondissementet Coutances. År 2022 hade Geffosses 498 invånare.

## Befolkningsutveckling
Antalet invånare i kommunen Geffosses
| Referens: INSEE |